# Falkenberské knížectví
Falkenberské knížectví (polsky Księstwo niemodlińskie, německy Herzogtum Falkenberg) bylo jedním ze slezských knížectví s hlavním městem Falkenberg (nyní Niemodlin).

## Historie
Knížectví vzniklo roku 1313 po smrti knížete Boleslava I. Opolského pro jeho nejstaršího syna Boleslava I. Falkenberského vydělením z Opolského knížectví. Roku 1327 se kníže poddal českému králi Janu Lucemburskému a roku 1337 odkoupil za 2000 marek od téhož Prudnicko, doposud přináležející k Opavsku.
Po smrti Boleslava I. se vlády ujal jeho syn Boleslav II., který vládl v letech 1365 až 1367/68 spolu se svými bratry. Po jeho smrti nastoupil vládu jeho mladší bratr Václav Falkenberský, který vládl pouze jeden rok do roku 1369. Poslední ze tří bratrů Jindřich Falkenberský se ujal vlády roku 1369 a panoval do roku 1382. Během jeho vlády došlo ke sporům s vratislavským biskupem Přeclavem z Pohořelé o hrad Javorník.
S Jindřichovou smrtí knížectví zdědil Boleslav IV. Opolský se svými bratry Bernardem Falkenberským a (formálně) Janem Kropidlem. Knížectví se tak znovu spojilo s Opolskem až do roku 1455, kdy se vlády ujal Boleslav V. Heretik, který vládl do roku 1460, kdy se knížectví dočasně vrátilo do Opolska. Mikuláš II. Falkenberský po dobu své vlády byl výlučným vládcem Falkeberska a spoluvládcem Opolska. Roku 1532 se s vymřením tamní větve Piastovců dostalo knížectví pod vládu Hohenzollernů.

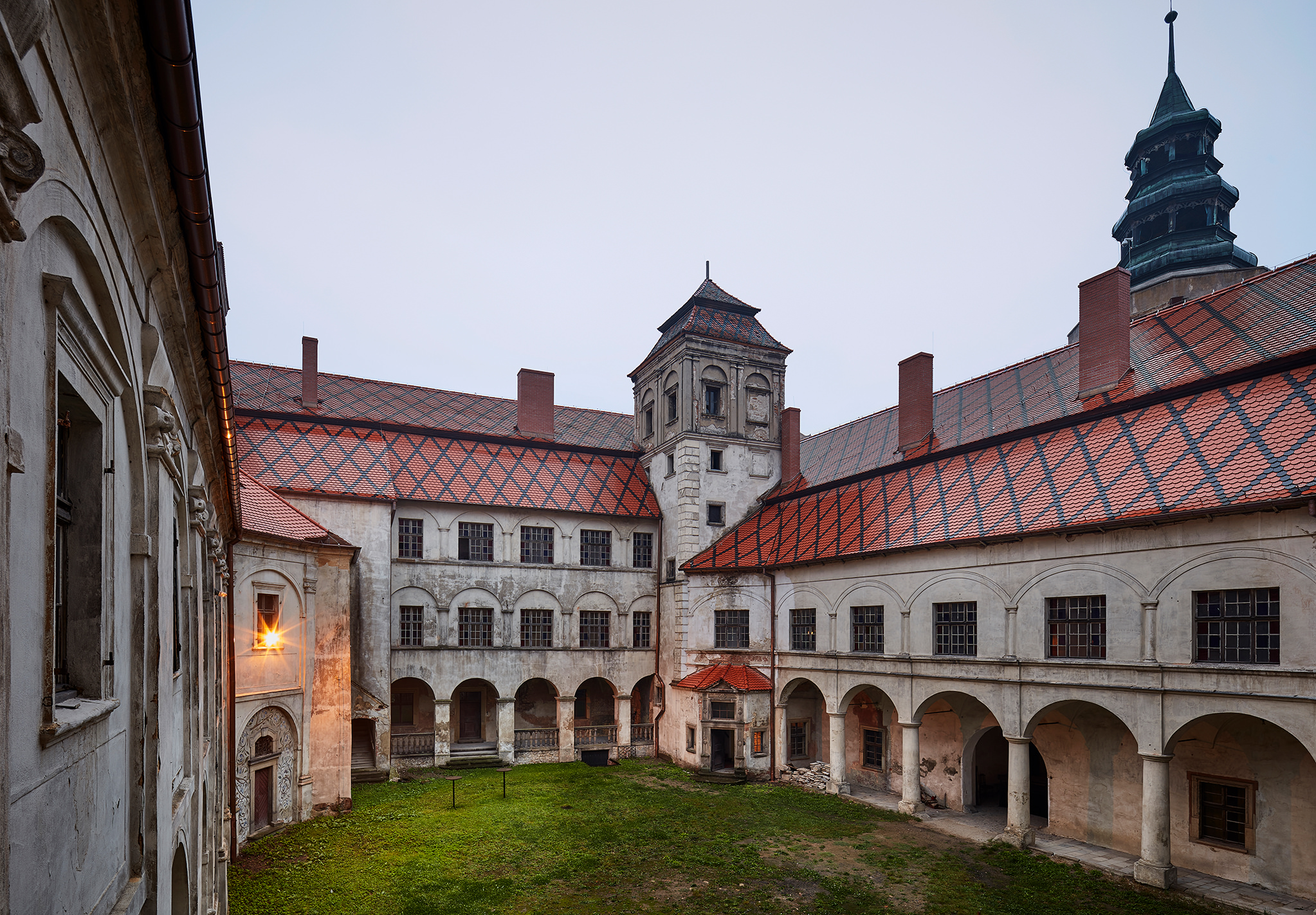
Zámek Falkenberk

Roku 1581 bylo panství povýšeno na svobodné stavovské panství a jeho majitelé (postupně Pücklerové, Žerotínové a Pražmové) požívali práva obdobná bývalým knížatům. Svobodné stavovské panství status maior disponovalo autonomií, jeho držitelé zasedali na sněmu slezských knížat. K autonomním právům, víceméně stejným, jakými byly obdařena slezská knížectví, patřilo právo vlastní správy s funkcemi jako kancléř, komoří apod., kostelní a školní patronát, výkon soudnictví druhé instance (původně i hrdelní soudnictví pro poddané), dohled nad lesní správou a lovectvím, v některých případech horní regál, právo na vlastní lenní šlechtu a v době protireformace velmi důležité právo na určení "státního" náboženství na panství. O autonomii přišlo panství Falkenberg v Prusku kolem roku 1830, některá práva ale přetrvala do konce monarchie, potažmo do roku 1945.
Svobodné stavovské panství Falkenberk bylo vyloučeno z knížecí správy a podléhalo bezprostředně českému králi. Pokud se týkalo justice, odvolacím soudem byl až pražský apelační soud. Majitelé svobodných stavovských panství zasedali ve slezském sněmu za knížecí kurii, nicméně měli jen jeden hlas dohromady (zatímco knížata měla každý svůj hlas).

## Falkenberská knížata
- Boleslav I. Falkenberský, vládl v letech 1313 – 1362/65, žil 1293/95 až 1362/65, knížectví falkenberské mu bylo vyděleno z Opolského knížectví jako úděl roku 1313.
- Boleslav II. Falkenberský, vládl v letech 1362/65 – 1367/68, žil 1326/35 až 1367/68
- Jindřich Falkenberský, vládl v letech 1362/65 – 1382, žil cca 1340 až 14. září 1382
- Václav Falkenberský, vládl1362/65 – 1369, žil cca 1340 až 1369
- Boleslav IV. Opolský, vládl v letech 1382 – 1421, žil 1363/67 až 6. květen 1437
- Bernard Falkenberský, vládl v letech 1421 – 1455, žil 1374/78 až 2./4. duben 1455
- Boleslav V. Heretik, vládl v letech 1455 – 1460, žil 1394/1400 až 29. květen 1460
- Mikuláš I. Opolský, vládl v letech 1460 - 1476, žil 1422/24 až 3. červenec 1476, kníže opolský od 1437, kníže břežský od 1450, kníže falkenberský, střelecký a olešnický od 1460
- Mikuláš II. Falkenberský, vládl v letech 1476 - 1497, žil 1450/65 až 27. červen 1497, spoluvládl v Opolsku se svým bratrem Janem II., ve Falkebersku vládl samostatně
- Jan II. Dobrý, vládl v letech 1497 - 1532, žil cca 1460 až 27. březen 1532, jím vymřela opolská větev slezských Piastovců.
- Jiří Braniborsko-Ansbašský, vládl knížectví jako součásti Opolska v letech 1532 - 1543, Hohenzollern, přes odpor českého krále Ferdinanda I. knížectví získal díky dědické smlouvě s Janem II.
- Jiří Fridrich I. Braniborsko-Ansbašský, vládl v letech 1543–1549, Hohenzollern